# 斯洛比德卡 (科索夫區)
48°17′32″N 25°12′57″E / 48.29222°N 25.21583°E
斯洛比德卡（烏克蘭語：Слобідка），是烏克蘭的村落，位於該國西部伊萬諾-弗蘭科夫斯克州，由科索夫區負責管轄，始建於1448年，面積5.68平方公里，2001年人口811，人口密度每平方公里142.8人。